# Гусовы
Гу́совы (осет. Гусатæ) — осетинская фамилия. Считаются потомками Дадыга, одного из сыновей легендарного героя Цимити. Одна из привилегированных Осетинских фамилий (Уӕздантӕ).

## История и происхождение
Фамилия Гусовых образовалась в XVII веке в горном селении Хидикус (Куртатинское ущелье), которое является родовым селом Гусовых. По переписи 1886 года здесь было 68 дворов (14 фамилий), из которых Гусовым (в том числе Ализовым) принадлежало 27 дворов (260 человек).
В 1830 году в ходе карательной экспедиции генерала Абхазова родовое селение Гусовых–Хидикус было сожженно российскими войсками до тла , весь скот был отбит или угнан. 
Ализовы зовутся так по имени внука Гуса — Ализа. От Гуса ведут свой род и Мильдзиховы, предок которых, поссорившись с братом, убил его, а сам бежал в село Саниба. От Гусова Тобзи, переселившегося в середине 80-х годов XIX века в село Ольгинское, образовалась фамилия Тобзиевых.
На равнину Гусовы стали переселяться в XIX веке, в селения — Весёлое, Ольгинское, Цаликово и город Владикавказ, в начале XX века — Хумалаг и Эммаус. После установления Советской власти образовалось село Нарт, куда в 1921—1922 годах переселились остальные жители Хидикуса.

## Генетическая генеалогия
312093 (FTDNA) — Gusov — R1a > R-Y35 (CTS3402+, Y33+, CTS8816+, Y3301+, L1280+, Y5647+)
10154 (YSEQ) — Gusov — G2a1a1a1b1a2 (DYS438=9, DYS391=9, DYS455=12, DYS437=15, DYS607=14, DYS576=17)

## Известные представители
- Кантемир Николаевич Гусов (1948—2013) — профессор, доктор юридических наук, президент ассоциации трудового права и социального обеспечения России.
- Эдуард Сосланбекович Гусов — старший помощник руководителя следственного управления СКРФ по РСО-Алания.

### Военная служба

Мемориальная доска Георгию Гусову во Владикавказе

- Георгий Яковлевич Гусов (1920—1944) — участник Великой Отечественной войны, лейтенант, кавалер орденов Красной Звезды, Александра Невского, Суворова III степени[3]
- Давид (Хату) Петрович Гусов (1859—1904) — капитан русской армии, командир 10 роты, 6 Восточно-Сибирского полка.
- Дзабо Гисоевич Гусов (1838) — участник русско-турецкой войны, награждён Георгиевским крестом.
- Фёдор (Татаркан) Дударович Гусов (1851—1913) — полковник артиллерии, был награждён орденами Святого Станислава и Святой Анны III степени.

### Спорт
- Валерий Александрович Гусов (1977) — чемпион мира по армспорту (1999), чемпион Европы и России (2000).
- Георгий Муратович Гусов (1982) — мастер спорта по каратэ, обладатель Кубка России (2002), чемпион России (2003).
- Марат Умарханович Гусов (1946) — заслуженный тренер РФ по армрестлингу. Избирался депутатом Верховного Совета СО АССР и Парламента РСО-А.
- Олег Асланбекович Гусов (1954) — заслуженный тренер РФ по вольной борьбе.
- Юрий Солтанбекович Гусов (1940—2002) — заслуженный мастер спорта по вольной борьбе, заслуженный тренер СССР, чемпион Европы (1968) и мира (1971).